# Sprängstjärnen, Ångermanland
Sprängstjärnen är en sjö i Nordmalings kommun i Ångermanland och ingår i Lögdeälvens huvudavrinningsområde. Sjön har en area på 0,0504 kvadratkilometer och ligger 214,1 meter över havet.

## Delavrinningsområde
Sprängstjärnen ingår i det delavrinningsområde (708150-164861) som SMHI kallar för Utloppet av Mjösjön. Medelhöjden är 202 meter över havet och ytan är 31,81 kvadratkilometer. Räknas de 15 avrinningsområdena uppströms in blir den ackumulerade arean 143,68 kvadratkilometer. Mjösjöån (Strömbäcken) som avvattnar avrinningsområdet har biflödesordning 2, vilket innebär att vattnet flödar genom totalt 2 vattendrag innan det når havet efter 58 kilometer. Avrinningsområdet består mestadels av skog (71 procent). Avrinningsområdet har 3,96 kvadratkilometer vattenytor vilket ger det en sjöprocent på 12,4 procent.